# Atlantyda (powieść)
Atlantyda (oryg. fr. L'Atlantide) – powieść fantastyczno-przygodowa Pierre’a Benoit z 1919 roku, o saharyjskiej przygodzie francuskich oficerów z odległego garnizonu w Algierii, uhonorowana nagrodą Akademii Francuskiej. 
Powstała w 1918 r. druga z kolei powieść pisarza, opublikowana w roku następnym przez Albina Michel, późniejszego stałego wydawcę jego utworów, i w tymże roku nagrodzona Grand prix du roman Akademii Francuskiej. Niejednokrotnie ekranizowana i tłumaczona na wiele języków obcych.

## Tło powstania
Pisarz już od 1906 r. nosił się z zamiarem napisania podobnej opowieści, której tytułową bohaterką miała być początkowo egipska królowa Kleopatra. Tworząc ją wykorzystał wiedzę o terenach saharyjskich zdobytą podczas tamtejszej służby wojskowej, a także z uniwersyteckich wykładów francuskich znawców tego obszaru oraz z lektury dostępnych wówczas specjalistycznych prac naukowych. Silną inspirację stanowić miała algierska tajemnicza budowla piramidalna, zwana „Grobowcem Chrześcijanki”, i zapoznanie się z poświęconym mitycznej Atlantydzie dialogiem Platona Kritias. W ten sposób autor odpierał też posądzenia o plagiat, jakie wkrótce skierował przeciw niemu angielski krytyk literacki Harry Magden, a podtrzymał Henry Rider Haggard, zarzucając wprost naśladownictwa dwu jego powieści: She (1897) i The Yellow God (1908). Według późniejszych wyjaśnień samego Benoit (który nie znając angielskiego nie mógł zapoznać się z nimi), faktycznie jego literackim natchnieniem była postać Antinei – berberyjskiej królowej Tin Hinan, a główną inspiracją – zasłyszana od Tuaregów historia wyprawy dwóch Francuzów, z której powrócił tylko jeden, nie umiejąc wyjaśnić, co stało się z jego zaginionym towarzyszem. Oskarżając z kolei H. Magdena o zniesławienie, Benoit obie sprawy ostatecznie przegrał. 

## Treść
Prolog stanowi list pozostawiony przez porucznika Oliviera Ferrières udającego się w bezpowrotnej misji do saharyjskiego Tassili, a towarzyszący obszernemu rękopisowi zawierającemu jego szczegółową relację o całej wcześniejszej historii. To wspomnienie porucznika sprzed lat przedstawia od początku ciąg zdarzeń niezwykłej saharyjskiej przygody, o jakiej dowiedział się od swego przełożonego, kapitana Andrzeja de Saint-Avit. 

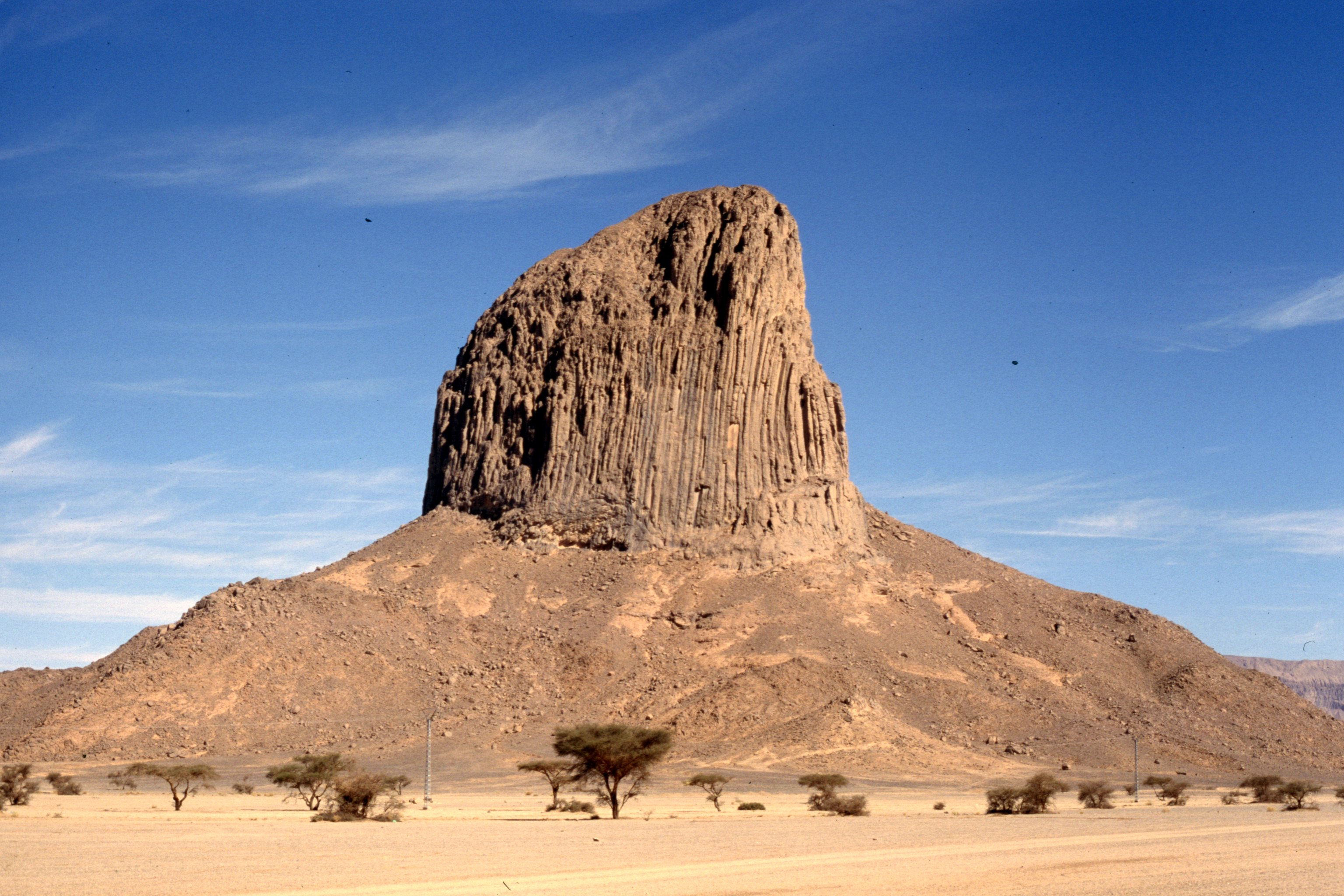
Znaleźliśmy się u stóp czarnej skały... Był to rodzaj olbrzymiego bastionu o zarysach donżonu feudalnego, odcinającego się z niewiarygodną wyrazistością na niebie (skalny masyw w Hoggarze)

Do oddalonego garnizonu Hassi-Inifel przybywa nowy komendant – kapitan de Saint-Avit, na którym ciąży niejawny zarzut zamordowania swego towarzysza podróży podczas jednej z poprzednich wypraw. W garnizonie otacza go atmosfera obcości i nieufności, jakiej ulega też podwładny mu por. Ferrières. Aby przerwać ciążące pasmo podejrzeń i niedomówień, de Saint-Avit w chęci zwierzenia się podejmuje opowieść o swej wyprawie z kapitanem Morhange, zakończonej tragiczną śmiercią tego ostatniego. Ich celem były badania dawnych szlaków saharyjskich i zaginionych miast pustynnych. Po zmianie początkowych planów zbaczają z ustalonej trasy i zaskoczeni przez burzę odkrywają w grocie napis z imieniem legendarnej Antinei; zafascynowany Morhange postanawia iść tym tropem. Równocześnie pojawia się tajemniczy Tuareg Eg-Anteuen, który uratowany przed utonięciem, podejmuje się prowadzić ich w głąb niedostępnego Hoggaru, Krainy Lęku będącej postrachem tubylców. Po nagłej śmierci otrutego własnego przewodnika obaj oficerowie zdani są wyłącznie na niego; wiedzą już zresztą, że jest to otoczony złą sławą Segheir-ben-Szeik, mający względem nich ukryte wrogie zamiary.   
Tak docierają do Góry Geniuszów – złowrogiej skały wznoszącej się pośrodku pustyni. Podczas poszukiwań w jej grotach tracą wskutek umyślnego odurzenia przytomność i odzyskują ją dopiero w starannie ukrytej, skalnej siedzibie Antinei – wiecznie młodej władczyni uważającej się za „wnuczkę Neptuna, ostatnią przedstawicielkę rodu Atlantydów”. Jako jej przymusowi goście poznają innych niegdyś zaginionych, a dziś wieloletnich mieszkańców tego schronienia: francuskiego docenta Le Mesge, angielskiego pastora Spardeka i polskiego hrabiego Bielowskiego, stanowiących dożywotnio „dwór” Antinei. Przez nich zostają zapoznani ze swym dalszym losem: opętani erotycznym urokiem królowej, mają być kolejnymi kochankami przedłużającymi jej piękność i życie, a kiedy wkrótce „umrą z miłości”, zamienieni w orychalkowe posągi mają wypełnić puste nisze w upiornej sali-mauzoleum z czerwonego marmuru; jest ich łącznie 120, lecz zapełnionych – dopiero 53. Kolejnych ofiar stale dostarcza Segheir-ben-Szeik, zwabiający je na pustyni. Głęboko wierzący Morhange, wybrany jako pierwszy, okazuje nieustępliwość i zwycięsko opiera się do końca, podczas gdy w jego młodszym współtowarzyszu z czasem narasta zawiść o względy władczyni; ostatecznie pozwala się uwieść Antinei i służąc jako bezwolne narzędzie wykonuje jej wyrok na kapitanie Morhange. Potem, w rozterce i desperacji, decyduje się na szaleńczą ucieczkę korzystając z pomocy oddanej mu Tanit-Zergi – czarnej służącej władczyni. Wspólnie przebywają wyczerpującą drogę przez pustynię, zakończoną śmiercią Tanit-Zergi i przypadkowym odnalezieniem kapitana Saint-Avit przez tubylców, którzy przekazują go Francuzom.
Kiedy opowieść dobiega końca, porucznik już wie, że będzie jego kolejnym towarzyszem wyprawy do królestwa Antinei, do której również popycha go nieubłagane przeznaczenie. Jakby dla potwierdzenia złowrogiego fatum niespodziewanie znów pojawia się mroczny Tuareg – Segheir-ben-Szeik, którego zadaniem jest poprowadzić go ku zgubie.

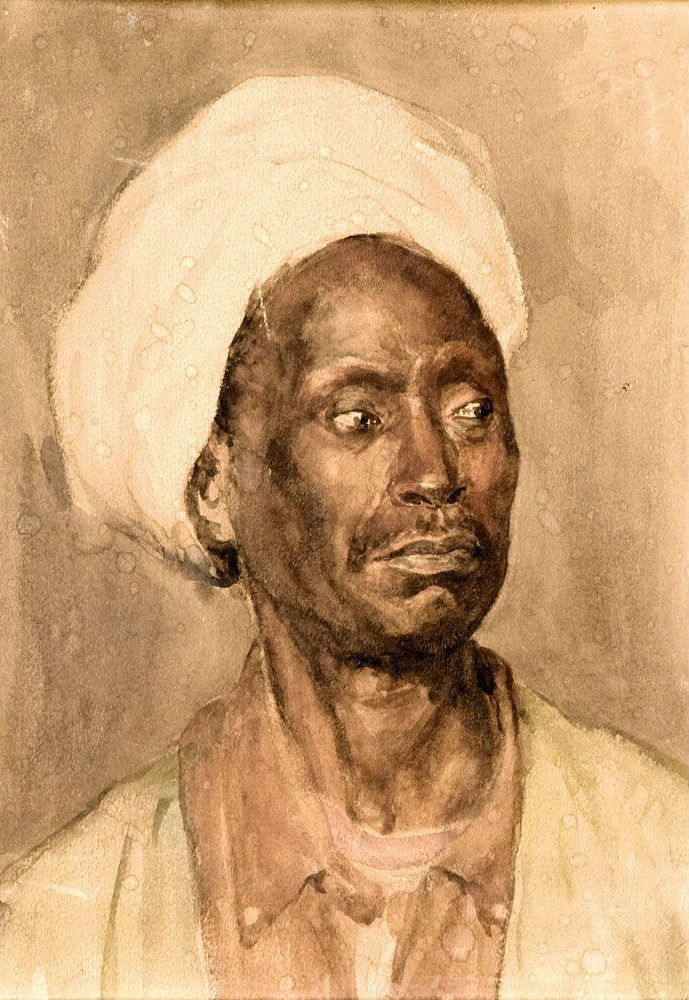
Dogasający ogień oświetlał jego twarz i odbijał się w straszliwych ciemnych oczach (Gyula Tornai – Człowiek w turbanie)

## Cechy utworu
Fabuła tej powieści przedstawia zdarzenia na pograniczu legendy i rzeczywistości z wplecionym wyrazistym wątkiem romantycznym. Przygodowa opowieść o egzotycznej femme fatale została tu zręcznie spleciona z tajemnicą zaginionego lądu. Kanwą historii autor uczynił popularny znów temat Atlantydy i jej zagłady, pobudzony w wyobraźni współczesnych dociekaniami i badaniami XIX stulecia. Sama postać Antinei odwołuje się natomiast do archetypu samicy modliszki bezlitośnie uśmiercającej seksualnego partnera; zarazem nieznacznie zawarto w niej akcenty emancypacyjne wraz z motywem kobiecego odwetu na mężczyznach.  
W konstrukcji fabuły twórca posłużył się „metodą szufladkową” (tj. zawierając opowieść w opowieści) i rozbijając ją w ten sposób chronologicznie na wydarzenia wcześniejsze i późniejsze. Akcja główna (historia tragicznej wyprawy Morhange'a i de Saint-Avit) toczy się bowiem w 1896-97 roku; początek i zakończenie dotyczy wydarzeń o sześć lat późniejszych.  
Utwór Benoit nie jest wyszukany literacko, co zresztą miało wpływ na jego łatwy i masowy odbiór. W  dramat romantycznej przygody autor często świadomie wplata pierwiastek komiczny. W opowieści podanej prostym, lecz żywym i barwnym językiem zasadniczo brak dłużyzn; za to zwraca uwagę niejednokrotnie wręcz humorystyczne potraktowanie tematu (np. pochodzenie matki Antinei z paryskich ulic). Także uczone dywagacje i dysputy można w istocie odczytać jako kpinę autora ze świata uczonych i ze spekulatywnej nauki z jej zawiłą interpretacją niejednoznacznych źródeł. Dowcipny przerywnik głównej akcji stanowi w osobnym rozdziale humorystyczna opowieść hr. Kazimierza Bielowskiego – sympatycznego „hetmana żytomierskiego”, wprowadzająca inny element swoistej egzotyki (włączenie postaci hrabiego-emigranta podyktowała autorowi ówczesna moda literacka na tematykę polską – np. w twórczości Teofila Gautiera, Prospera Mériméego). W tym dążeniu do rozładowania stworzonego wcześniej napięcia autor popada niekiedy w groteskę (np. egipskie papierosy królowej Antinei czy jej rozkład jazdy kolei francuskich). Ostatecznym „naukowym” żartem jest twierdzenie o odmiennym końcu Atlantydy, która nie zatopiła się, lecz wynurzyła stanowiąc dziś obszary Sahary. 

## Odbiór i adaptacje
Niezwykły sukces powieści upatrywano w nastrojach Francuzów bezpośrednio po wojnie światowej, gdy po znużeniu jej koszmarem chętnie zaczęto sięgać po utwory nacechowane egzotyką i fantastyką przygodową. Głośna sprawa o plagiat nie zaszkodziła w sposób istotny autorowi, służąc za to doskonałą reklamą dla powieści, która w już roku następnym miała przekłady m.in. na angielski, włoski i niemiecki. Mimo przeciętnej oceny ze strony części krytyków, książka stała się bestsellerem przetłumaczonym na kilkanaście języków. Tylko w wydaniach francuskich osiągnęła do początku bieżącego stulecia nakład przeszło 1,7 mln sprzedanych egzemplarzy, w tym 991 tys. w wersji kieszonkowej. 
Sukces księgarski został podchwycony i przetworzony przez kinematografię. Dotychczas powieść doczekała się co najmniej 8 różnorodnych ekranizacji:
- L'Atlantide – wierny powieści film francusko-belgijski z 1921 w reżyserii Jacques’a Feydera ze Stanisławą Napierkowską w roli tytułowej;
- Die Herrin von Atlantis – ekspresjonistyczny, zgodny z powieścią film niemiecki z 1932, reżyserowany przez Georga Wilhelma Pabsta;
- Siren of Atlantis – film z 1949, swobodna amerykańska przeróbka, reżyserował Gregg C. Tallas;
- Totò sceicco – parodystyczna farsa włoska z 1950 w reż. Mario Mattoli;
- L'Atlantide (Antinea, l'amante della città sepolta) – włosko-francuski film z 1961 w reż. Edgara G. Ulmera i Giuseppe Masiniego, ujęty jako modernistyczna wersja powieści z ery atomu;
- Ercole alla conquista di Atlantide – włoski film z 1962 w reż. Vittorio Cottafavi, wykorzystujący wątek Antinei;
- L'Atlantide – film francuski z 1972 reżyserowany przez Jeana Kerchbron, wprawdzie wierny powieści, lecz z akcentami feministycznymi;
- L'Atlantide – film włosko-francuski z 1992 w reżyserii Boba Swaima, ze swobodnym przetworzeniem fabuły powieści.

Ponadto Henry Tomasi stworzył na jej podstawie operę (1954).

### Wydania polskie
- Słaby i niepełny przekład anonimowy z 1921 roku (Gdańsk, „Lotos”);
- Tłumaczenie Kazimierza Bukowskiego z 1926 (Warszawa, „Rój”), wznowione w 1981 („Czytelnik”);

Warto też odnotować dwa przedwojenne warszawskie wydania w języku jidysz (1924, 1928).